# Nikolaus Holz
Nikolaus Holz (* 26. November 1868 in Mülheim an der Ruhr; † 23. Oktober 1949 in Bad Harzburg) war ein deutscher Wasserbau- und Tiefbauingenieur und Hochschullehrer.

## Leben
Nikolaus Holz studierte an der RWTH Aachen. 1887 wurde er dort Mitglied des akademischen Vereins Delta, des späteren Corps Delta. Nach Abschluss des Studiums begann er ein Referendariat als Regierungsbauführer, mit diesem Titel wurde er noch im März 1895 benannt. Im gleichen Jahr begann er mit seiner Dozententätigkeit an der RWTH Aachen. 1896, mittlerweile Regierungsbaumeister (Assessor in der öffentlichen Bauverwaltung), schied er auf eigenes Gesuch aus dem Staatsdienst aus und nahm einen Ruf auf den Lehrstuhl für Gewerblichen Wasserbau und Städtischen Tiefbau an der RWTH Aachen an. Im Hochschuljahr 1898/1899 gehörte er in seiner Funktion als Vorsteher der Abteilung II für Bauingenieurwesen dem Senat der RWTH an. 1935 wurde er emeritiert.
Sein Hauptarbeitsgebiet waren Wasserkraftanlagen, insbesondere in Skandinavien und den Alpen.

## Auszeichnungen
- 1895 wurde Nikolaus Holz vom Architekten-Verein zu Berlin mit dem Schinkelpreis in der Kategorie Bauingenieurwesen für den Entwurf einer Talsperre ausgezeichnet.[4]
- 1900 erhielt er die Goldene Medaille der Weltausstellung in Paris.
- 1901 gewann er den 1. Preis der Stadt Oslo im Wettbewerb für das Wasserkraftwerk Solbergfoss am Glommen.
- 1905 wurde er mit dem preußischen Roten Adlerorden 4. Klasse ausgezeichnet.[5]

## Schriften
- Über Wasserkraftverhältnisse in Skandinavien und im Alpengebiet. 1901.
- Festrede zur Begehung des zweihundertjährigen Bestehens des Königreiches Preußen und zur Vorfeier des zweiundvierzigsten Geburtstages Sr. Majestät des deutschen Kaisers und Königs. 1901.
- Bericht des Prof. N. Holz in Aachen über die Wasserverhältnisse der Provinz Pommern hinsichtlich der Benutzung für gewerbliche Zwecke. 1903.
- Bericht des Prof. Holz in Aachen über die Wasserverhältnisse der Provinz Posen hinsichtlich der Benutzung für gewerbliche Zwecke, Wasserverwertung. 1910.
- (mit Bernhard Gleichmann und Robert Thomann): Die Kraftanlagen am Walchensee. Die preisgekrönten Entwürfe des Wettbewerbes. 1916.